# Sept Femmes
Pour plus de détails, voir Fiche technique et Distribution.
Sept Femmes (Sette donne e un mistero) est un film italien réalisé par Alessandro Genovesi et sorti en 2021. C'est le remake italien de Huit Femmes, sorti vingt ans après le premier film.
Il s'agit de la troisième adaptation cinématographique de la pièce de théâtre Huit Femmes de Robert Thomas.
Sorti en 2021 en Italie, il est distribué à l'international par Netflix en décembre 2022.
En Italie, dans les années 1950, la veille de Noël dans une grande demeure bourgeoise, une découverte macabre bouleverse ce jour de fête... Le maître de maison est retrouvé mort, assassiné dans son lit avec un poignard planté dans le dos. Autour de lui, sept femmes. Chacune a un secret jalousement gardé qu'il faut révéler, car l'une d'entre elles est coupable. Mais laquelle ?

## Synopsis
En Italie, dans les années 1950, à la veille de Noël, c’est le matin et il neige abondamment. Susanna, qui fait ses études à Milan, est venue fêter Noël chez ses parents. On y fait la connaissance des autres femmes de la maisonnée :  Margherita, sa mère, Rachele, sa grand-mère en fauteuil à cause de ses jambes fatiguées, Maria, la bonne que sa mère vient d’embaucher, Agostina, la tante acariâtre et amère, reconnaissante envers son beau-frère Marcello, pour l'hébergement mais profondément jalouse de sa sœur Margherita, et Caterina, jeune adolescente de 16 ans rebelle et effrontée, qui entretient une relation taquine avec sa sœur Susanna et qui admire et respecte profondément son père.
Alors que Maria monte réveiller Monsieur pour le petit déjeuner, elle découvre avec horreur qu’il est mort, un couteau planté dans le dos. Caterina se jette dans la chambre pour mieux en ressortir, bouleversée, avant que Susanna, Margherita et Agostina n'y montent, pour constater que Marcello est étendu inerte sur son lit.

## Distribution
- Margherita Buy : Margherita
- Diana Del Bufalo : Susanna
- Sabrina Impacciatore : Agostina
- Benedetta Porcaroli : Caterina
- Micaela Ramazzotti : Veronica
- Luisa Ranieri : Maria
- Ornella Vanoni : Rachele
- Luca Pastorelli : Marcello